# ای‌ان‌تی۱ قبرس
ای‌ان‌تی۱ قبرس یک شبکه تلویزیونی زمینی رایگان می‌باشد که در ۱۹۹۳ تأسیس شد که تا حدودی متعلق به شبکه ای‌ان‌تی۱ یونان می‌باشد. این یک شبکه سرگرمی عمومی با نمایش برنامه‌های بین‌المللی، یونانی و برخی برنامه‌های محلی است که در شبکه‌های ۴۸، ۳۵، ۶۰، ۴۱، ۶۳، ۶۵، ۲۳، ۲۶، ۶۷، ۲۴، ۵۶، ۳۷، ۴۲ پخش می‌شود.
در ۱۹۹۸ رادیوی ای‌ان‌تی۱ با پخش روی فرکانس‌های ۱۰۲٫۷ و ۱۰۳٫۷ مگاهرتز شروع به کار کرد.